# Selo, Krško
Selo je naselje v Občini Krško.